# Corronsac
Corronsac település Franciaországban, Haute-Garonne megyében. Lakosainak száma 895 fő (2022. január 1.). Corronsac Rebigue, Aureville, Deyme, Espanès, Montbrun-Lauragais és Pompertuzat községekkel határos.

## Népesség
A település népességének változása:
| Lakosok száma | 140  | 335  | 412  | 660  | 744  | 781  | 813  | 859  | 871  | 895  |
|               | 1968 | 1982 | 1990 | 2006 | 2013 | 2015 | 2017 | 2019 | 2020 | 2022 |